# Мамчич Олена Борисівна
Олена Борисівна Мамчич — український педагог, літератор.
Олена Борисівна Мамчич народилася 22 липня 1953 року в м. Чернігові.
1975 року закінчила філологічний факультет Київського державного університету ім. Т. Г. Шевченка. Того ж року почала працювати у Чернігівському державному педагогічному інституті імені Т. Г. Шевченка. де працює донині.
Захистила кандидатську дисертацію в Інституті вищої освіти АПН України за темою «Формування лінгвістичної компетентності майбутніх учителів початкової школи у вищих педагогічних навчальних закладах». Має науковий ступінь кандидата педагогічних наук за спеціальністю 13.00.04 — теорія і методика професійної освіти, вчене звання доцента, а також міжнародний диплом Doctor of Philosophy, Ph.D.
Член Президії Громадської ради Чернігівської РДА, а також член Комісії з питань підтримки місцевого книговидання Департаменту інформаційної діяльності та комунікацій з громадськістю Чернігівської ОДА.

## Педагогічна діяльність
Нині доцент О. Б. Мамчич обіймає посаду завідувача кафедри мов і методики їх викладання в Національному університеті «Чернігівський колегіум імені Т. Г. Шевченка». Авторка понад 200 науково-методичних та літературно-художніх публікацій, літературно-критичних статей, рецензій. виданих в Україні та поза її межами.
Викладає курси «Методика навчання української мови в початковій школі», "Технологія освітньої галузі «Мова і література», "Методика викладання курсу «Методика навчання української мови», «Дошкільна лінгводидактика», «Теорія і технології філологічної освіти дітей дошкільного віку».
Опубліковано понад 100 наукових, науково-педагогічних та методичних праць за темами лінгвістичної підготовки майбутніх фахівців у педагогічному ВНЗ, зокрема, посібники «Актуальні питання сучасного мовознавства (для магістрів)», «Порівняльна граматика української та російської мов», «Українська мова за професійним спрямуванням за кредитно-модульною системою», «Синтаксичний аналіз тексту у вищій педагогічній школі», «Організація науково-дослідної роботи студентів» та ін.
Коло наукових інтересів:
- теорія і методика професійної освіти;
- проблеми лінгводидактики та лінгвостилістики;
- проблеми формування лінгвістичної компетентності майбутніх вчителів.

Кафедра під керівництвом О. Б. Мамчич неодноразово посідала призові місця в конкурсі «Краща кафедра з наукової роботи». Тут діє Студентське наукове товариство та Літературна студія. Видається «Студентський вісник» (збірник наукових робіт студентів). Кафедра підтримує творчі зв'язки з педагогічними виданнями зарубіжних країн: Білорусі, Чехії, Угорщини, Польщі, Канади, США, Росії.

## Літературна діяльність
О. Б. Мамчич авторка 8 поетичних збірок: 
- «Территория души» (2003)[1],
- «Обманы дождей» (2004)[2],
- «Покаяние» (2005)[3],
- «І був вечір, і був ранок…» (2006)[4],
- «Акварели» (2009)[5],
- «У времени в гостях» (2014)[6],
- «Константа» (2017)[7],[8]
- «Амплітуда любові» (2018)[9]

Її твори надруковано в багатьох міжнародних антологіях, поетичних збірниках, добірки (33 публікації) — в антологіях «Склянка Часу» (Україна — Росія — Німеччина — Австрія). Критичні публікації. Редактор 11 книг прози і поезії.
Голова Чернігівського обласного осередку Всеукраїнської творчої спілки «Конгрес літераторів України», член літературної спілки «Чернігів», керівник обласної літературної студії «Гарт», яка працює у літературно-меморіальному музеї-заповіднику Михайла Коцюбинського.

## Відзнаки
За багаторічну сумлінну працю на ниві освіти та виховання молоді відзначена Почесними Грамотами МОН України, Грамотами міського та обласного управлінь освіти Чернігівської області, НУЧК імені Т. Г. Шевченка.
Відмінник освіти України.
Нагороджена знаком МОН України «Василь Сухомлинський».
Почесна грамота Міністерства освіти УРСР, почесні грамоти ЧНПУ імені Т. Г. Шевченка, Дипломант Всеукраїнського літературного конкурсу «РУСЛО» (Київ, 2007), лауреат Чернігівського літературного конкурсу «Книга року — 2017» («Константа»)